# Scogli della Scala
Gli scogli della Scala sono un gruppo di scogli italiani situati lungo la costa tra Ercolano e Torre del Greco in Campania.